# Simone Barone
Simone Barone (Nocera Inferiore, Provincia de Salerno, Italia, 30 de abril de 1978) es un exfutbolista y director técnico italiano. Se desempeñaba en la posición de centrocampista.

## Selección nacional
Fue internacional con la selección de fútbol de Italia en 16 ocasiones y marcó 1 gol. Debutó el 18 de febrero de 2004, en un encuentro amistoso ante la selección de la República Checa que finalizó con marcador de 2-2.

### Participaciones en Copas del Mundo
| Mundial                        | Sede     | Resultado |
| ------------------------------ | -------- | --------- |
| Copa Mundial de Fútbol de 2006 | Alemania | Campeón   |

## Clubes

### Como futbolista
| Club               | País   | Año       |
| ------------------ | ------ | --------- |
| Parma F. C.        | Italia | 1996-1998 |
| Calcio Padova      | Italia | 1998-1999 |
| F. C. AlzanoCene   | Italia | 1999-2000 |
| A. C. ChievoVerona | Italia | 2000-2002 |
| Parma F. C.        | Italia | 2002-2004 |
| U. S. Palermo      | Italia | 2004-2006 |
| Torino F. C.       | Italia | 2006-2009 |
| Cagliari Calcio    | Italia | 2009-2010 |
| Livorno Calcio     | Italia | 2011-2012 |

## Palmarés

### Copas internacionales
| Título                 | Equipo              | País     | Año  |
| ---------------------- | ------------------- | -------- | ---- |
| Copa Mundial de Fútbol | Selección de Italia | Alemania | 2006 |

### Condecoraciones
| Condecoración                                           | Año  |
| ------------------------------------------------------- | ---- |
| Collar de Oro al Mérito Deportivo.                      | 2006 |
| Oficial de la Orden al Mérito de la República Italiana. | 2006 |